# Casali
Casali is een plaats (frazione) in de Italiaanse gemeente Mentana.